# Далматинска камбанка
Далматинска камбанка (Campanula portenschlagiana, синоним: Campanula muralis) е вид цъфтящо растение от семейство Campanulaceae, родом от Далматинските планини в Хърватия. Това е буйно, нискорастящо, образуващо туфи вечнозелено многогодишно растение с наситенолилави цветя през лятото.

## Описание
Листата са зелени, големи около 2 см, сърцевидни и назъбени по периферията. Растението цъфти продължително през май с красиви сини и виолетови камбанки. Размножава се чрез разделяне на растението[ неясно? ] и семена. На височина достига до 20 см, като обича пълно слънце или частична сянка.

## Култивация и употреба
Campanula portenschlagiana е алпийско растение, изискващо рязък дренаж, така че е подходящо за скалиста градина, алпинеум или като почвопокривно растение, на слънце или частична сянка. При подходящи условия бързо колонизира пукнатини и цепнатини в стени и тротоари.